# High Wycombe
High Wycombe (precedentemente Chipping Wycombe o Chepping Wycombe fino al 1946) è una località di 92 300 abitanti della contea del Buckinghamshire, in Inghilterra. È spesso chiamata Wycombe. Si trova 47 km a ovest-nord-ovest di Charing Cross, Londra. Era sede di un distretto, e ora è gestita direttamente dal Consiglio della contea senza nessuna forma di autorità parrocchiale locale (unparished zone).
L'area urbana di High Wycombe conta 118 219 abitanti.

## Amministrazione

### Gemellaggi
- Kelkheim (Taunus)